# Antiguo Morelos
Antiguo Morelos är en ort i Mexiko.   Den ligger i kommunen Antiguo Morelos och delstaten Tamaulipas, i den centrala delen av landet, 300 km norr om huvudstaden Mexico City. Antiguo Morelos ligger 204 meter över havet och antalet invånare är 3 219.
Terrängen runt Antiguo Morelos är kuperad söderut, men norrut är den platt. Runt Antiguo Morelos är det glesbefolkat, med 11 invånare per kvadratkilometer. Antiguo Morelos är det största samhället i trakten. Omgivningarna runt Antiguo Morelos är en mosaik av jordbruksmark och naturlig växtlighet.